# Coupe Rochet-Schneider
La Coupe Rochet-Schneider était une randonnée sportive pour voitures de tourisme de série organisée à partir de 1903 grâce au constructeur automobile lyonnais Rochet-Schneider, notamment le lundi de Pentecôte.

## Historique
Le règlement Tourisme stipule que seuls les moteurs 4 cylindres sont admis. Les carrosseries doivent comporter quatre places, éventuellement lestées. Tout concurrent doit faire partie d'un Automobile Club , reconnu par l'Automobile Club de France. L'épreuve proposée est dite de Régularité. En sort vainqueur le véhicule ayant cumulé le plus grand nombre de points (régularité, vitesse en côte, vitesse moyenne, consommation d'essence, consommation d'eau, et prix des châssis).
En 1903, la compétition se déroule sous les auspices de l'Automobile Club du Rhône la première journée des trois jours de la Semaine Touriste d'Aix-les-Bains (elle même sur trois jours d'évènements effectifs, du 25 au 27 juin, avec une distance totale à parcourir de près de 800 kilomètres). Le vainqueur le soir du 25 juin est Willy Pöge, sur Mercedes 60 hp de la quatrième catégorie (châssis supérieurs à 18 000 francs), du Deutsche Automobil Club (D.A.C.).
En 1904, l'épreuve devait encore être organisée par l'Automobile Club du Rhône à Aix-les-Bains, mais la Semaine Touriste fut annulée. Une Martini helvétique16 hp l'emporte finalement entre les mains de son constructeur sur un circuit autour de Lyon, le 4 juin, devant de nombreuses 20 et 24 hp,.

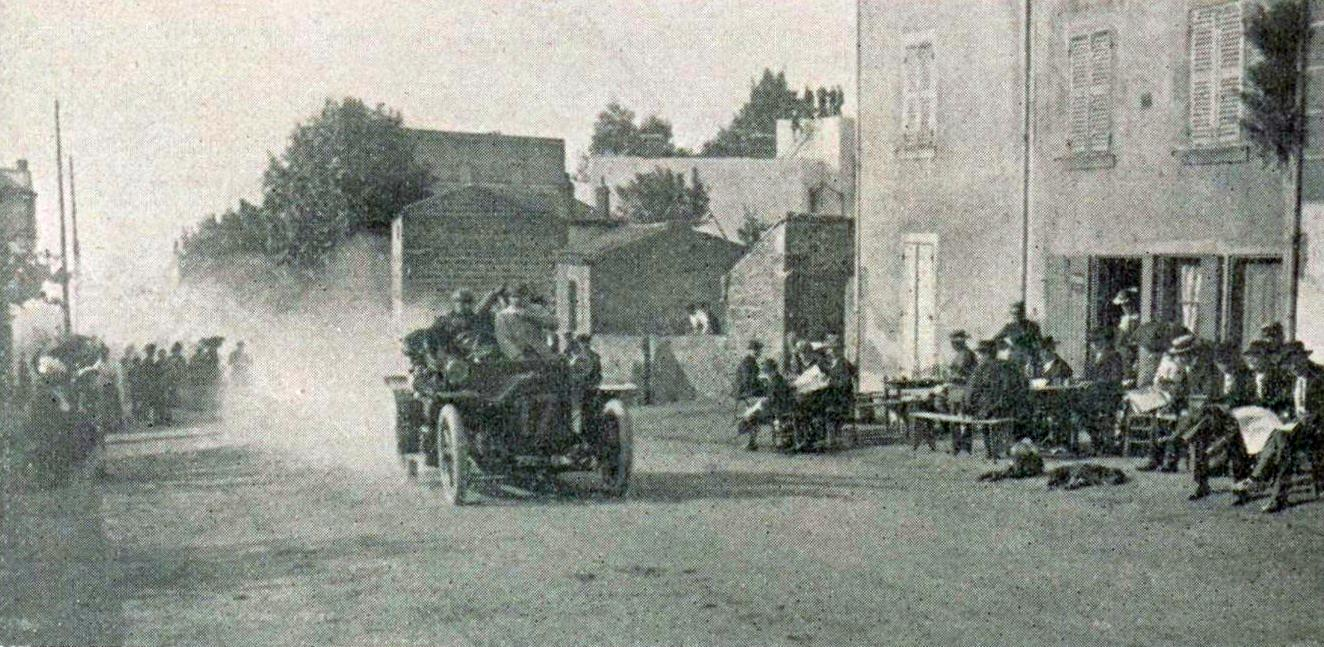
La côte de la Baraque en 1906.

En 1905, l'Automobile Club de Suisse organise le challenge, sur un circuit de 102 kilomètres autour de Zurich.
En 1906, les 19 concurrents doivent parcourir trois fois le Circuit d'Auvergne, soit 942 kilomètres, avec un départ et une arrivée à Clermont-Ferrand, sous l'égide de l'Automobile Club d'Auvergne. Est notamment inscrite au programme la difficile course de côte de la Baraque sur 4 kilomètres, à parcourir en moins de 8 minutes (vainqueur M. Goutte-Baron sur Rolland-Pilain, en vitesse pure).
Les éditions 1907 (31 mai, puis report au 19 août) et 1908 (22 septembre) sont encore organisées théoriquement par l'Automobile Club d'Auvergne. En raison des frais élevés engendrés sur le circuit d'Auvergne, la coupe est finalement annulée par deux fois, subissant de surcroit une interdiction par le ministère de l'intérieur. En 1908, le 17 mai, Gustave Fouillaron sur Grillet avait déjà remporté une course de côte à La Baraque, en 10 min 34 s sur 5 kilomètres.
En 1909, la coupe se résume le 7 juillet à une course de côte de 10 kilomètres à La Baraque, sous la responsabilité de l'Automobile Club du Rhône et d'Auvergne (départ des Quatre-Routes de Clermont-Ferrand, arrivée au col de la Moréno).

## Palmarès

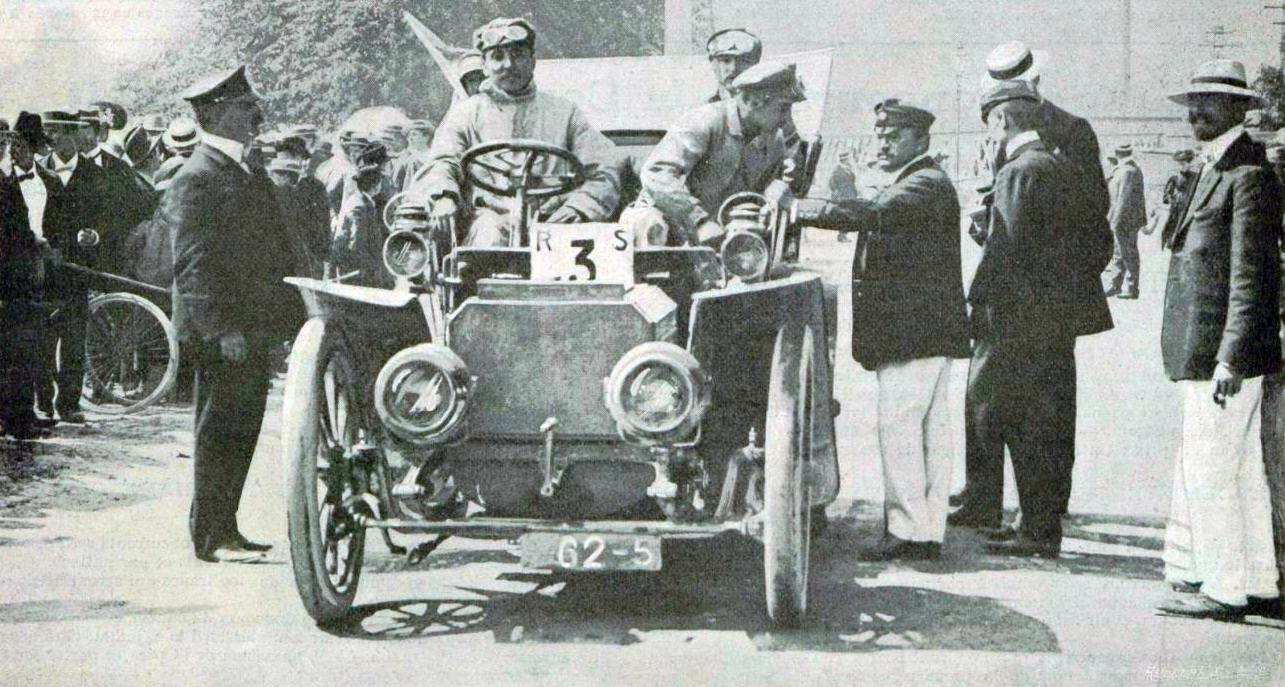
Perret, vainqueur de la Coupe Rochet-Schneider 1905, sur Peugeot 12-16 hp.

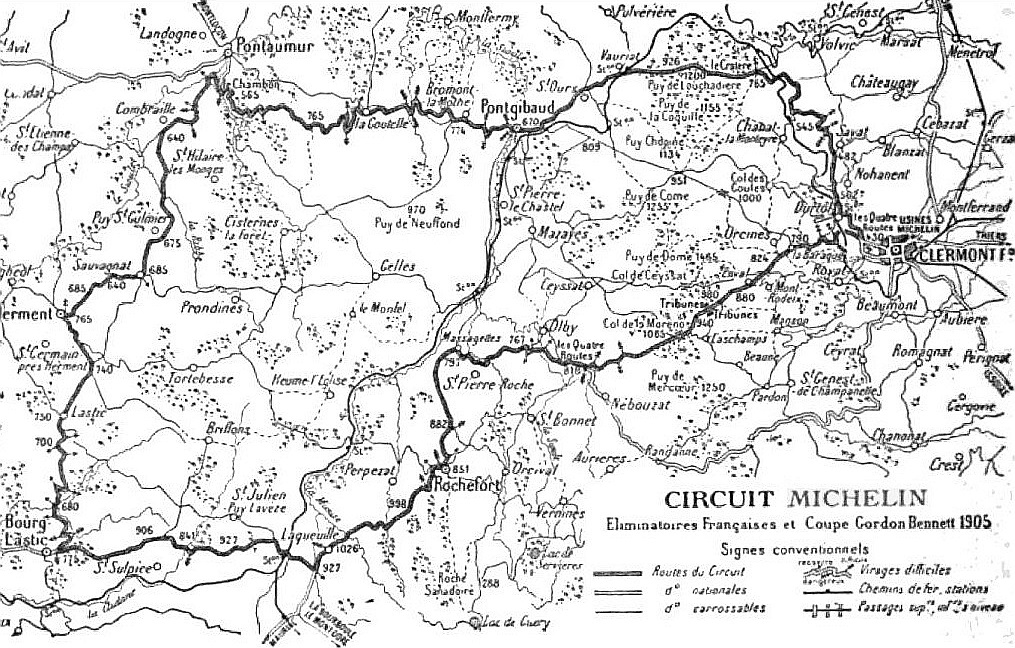
Le circuit Michelin (ou circuit d'Auvergne).

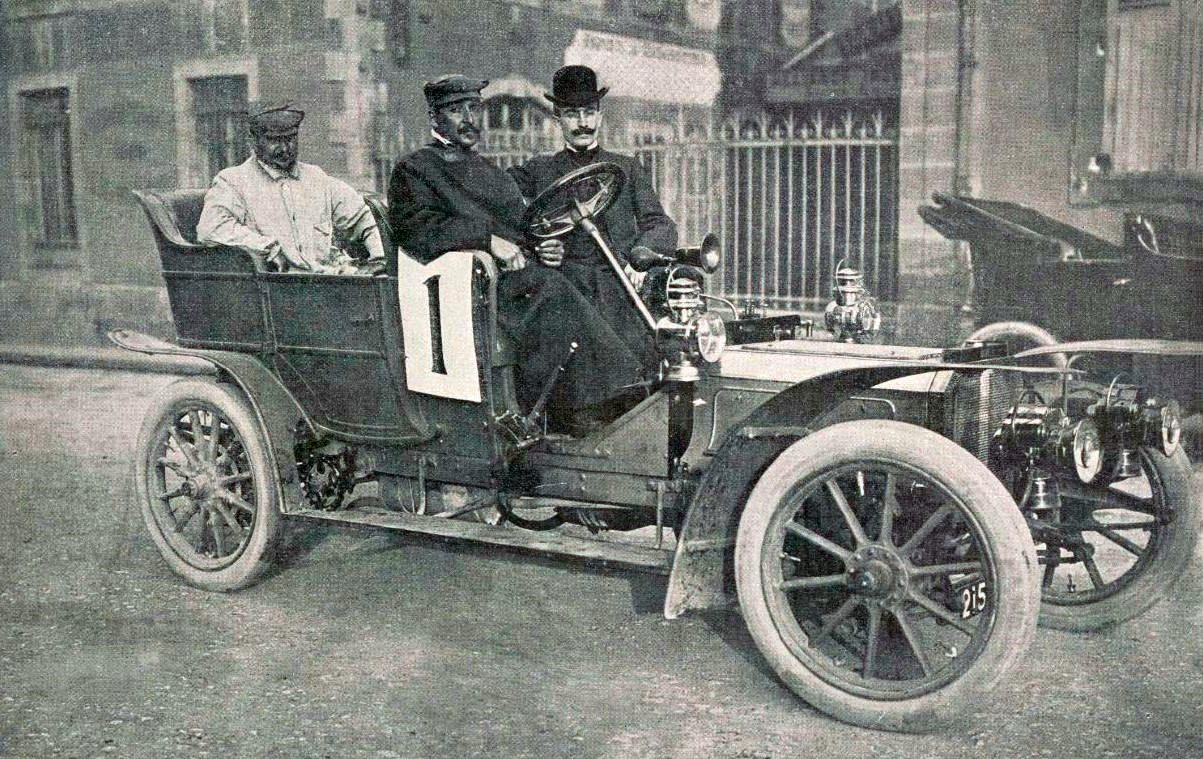
Perret encore avec son dossard n°1, vainqueur de la Coupe Rochet-Schneider 1906, sur Peugeot 12-16 hp.

| Année | Date    | Vainqueur                                                      | Voiture                    | Lieu             |
| ----- | ------- | -------------------------------------------------------------- | -------------------------- | ---------------- |
| 1903  | 25 juin | Willy Pöge (D.A.C.)                                            | Mercédès 60 hp             | Aix-les-Bains    |
| 1904  | 10 juin | Adolf von Martini (A.C. Suisse)                                | Martini 16 hp              | Lyon             |
| 1905  | 5 juin  | Louis Perret (Association générale automobile & A.C. du Rhône) | Tonneau Peugeot 1905 18 hp | Zurich           |
| 1906  | 4 juin  | Louis Perret (Automobile Club d'Auvergne)                      | Peugeot 12/16 hp           | Circuit Michelin |